# Ryoko Takara
Ryoko Takara (高良 亮子 Takara Ryoko?,  nacido el 9 de abril de 1990 en Okinawa) es una exfutbolista japonesa que jugaba como centrocampista.
Takara jugó 3 veces para la selección femenina de fútbol de Japón entre 2013 y 2015.

## Trayectoria

### Clubes
| Club               | País    | Año         |
| ------------------ | ------- | ----------- |
| INAC Kobe Leonessa | Japón   | 2009 - 2012 |
| Vegalta Sendai     | Japón   | 2013 - 2016 |
| LSK Kvinner        | Noruega | 2017        |

### Selección nacional
| Selección | País  | Año         |
| --------- | ----- | ----------- |
| Absoluta  | Japón | 2013 - 2015 |

## Estadística de equipo nacional
| Selección femenina de fútbol de Japón | Selección femenina de fútbol de Japón | Selección femenina de fútbol de Japón |
| Año                                   | Partidos                              | Goles                                 |
| ------------------------------------- | ------------------------------------- | ------------------------------------- |
| 2013                                  | 1                                     | 0                                     |
| 2014                                  | 0                                     | 0                                     |
| 2015                                  | 2                                     | 0                                     |
| Total                                 | 3                                     | 0                                     |